# Leptasteron platyconductor
Leptasteron platyconductor is een spinnensoort in de taxonomische indeling van de mierenjagers (Zodariidae).
Het dier behoort tot het geslacht Leptasteron. De wetenschappelijke naam van de soort werd voor het eerst geldig gepubliceerd in 2001 door Barbara C. Baehr & Rudy Jocqué.